# Jerome Bettis
Jerome Abram Bettis, detto The Bus (Detroit, 16 febbraio 1972), è un ex giocatore di football americano statunitense che ha giocato nel ruolo di running back nei Los Angeles/St. Louis Rams e i Pittsburgh Steelers della National Football League (NFL). Bettis è sesto nella lista delle yard corse in carriera di tutti i tempi. Si è ritirato nel 2006 dopo aver vinto il Super Bowl XL con gli Steelers. Bettis è soprannominato "The Bus" (l'autobus) per la sua capacità di trascinare, quantunque placcato, giocatori avversari sulla schiena. È stato inserito nella Pro Football Hall of Fame nel 2015.

## Carriera professionistica

### Los Angeles/St. Louis Rams
Bettis fu scelto come decimo assoluto dai Los Angeles Rams nel Draft NFL 1993. Il 22 luglio 1993, Bettis firmò un contratto triennale del valore di 4,625 milioni di dollari, compreso un bonus alla firma di oltre due milioni di dollari Nella sua stagione da rookie ottenne un successo quasi immediato nell'attacco basato sulle corse di Chuck Knox. Bettis guadagnò presto il soprannome di "The Battering Ram" ("ariete") correndo 1.429 yard, venendo inserito nel First-Team All-Pro e fu premiato come rookie offensivo dell'anno. Bettis superò le mille yard anche nella sua seconda stagione coi Rams.
I Rams si trasferirono a St. Louis nella stagione. Il nuovo allenatore Rich Brooks introdusse un nuovo attacco maggiormente orientato sui passaggi, il motivo principale per cui Jerome corse solamente 637 yard quell'anno con un significativo decremento rispetto alle sue due prime stagioni. Brooks chiese a Bettis se avesse preferito passare nel ruolo di fullback per l'imminente stagione 1996 o se preferisse essere ceduto. Bettis optò per la seconda ipotesi e il 20 aprile 1996 fu ceduto ai Pittsburgh Steelers con una scelta del terzo giro del Draft NFL 1996 in cambio di una scelta del secondo giro dello stesso giro e di una del quarto giro del Draft NFL 1997.

### Pittsburgh Steelers
Gli Steelers necessitavano di un running dal momento che Bam Morris, il loro titolare nel 1995, fu arrestato nel marzo 1996 per possesso di marijuana. Non sapendo quando e se avesse potuto tornare a giocare, Pittsburgh acquisì Bettis. Morris alla fine fu giudicato colpevole del possesso di marijuana e fu tagliato dalla squadra nel luglio 1996, lasciando Bettis come primo running back della squadra.
Bettis superò le mille yard corse in ognuna delle sue prime sei stagioni con gli Steelers tra il 1996 e il 2001, tra cui tre stagioni da oltre 1.300 yard. Nel 1997, Bettis corse un primato in carriera 1.665 yard nelle prime 15 gare delle squadra. Dal momento che gli Steelers erano già certi della loro posizione nella griglia dei playoff, Bettis fu fatto riposare nell'ultima gara della stagione, fermandosi a sole 26 yard dal record di franchigia.

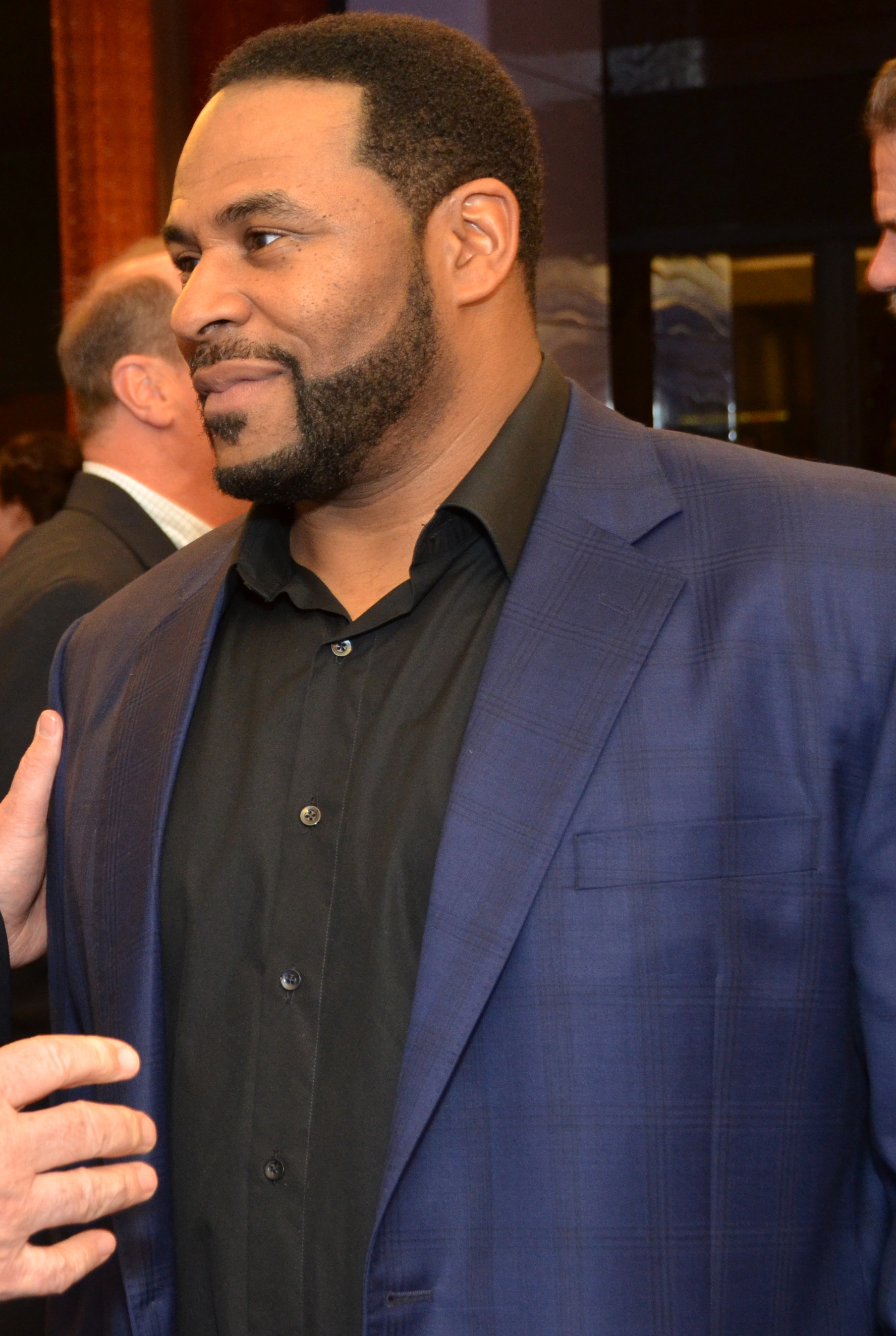
Bettis nel 2016

Bettis stava guidando la lega con 1.072 yard corse nel 2001 quando un infortunio non gli permise più di scendere in campo per il resto della stagione regolare. Gli infortuni gli costarono anche buona parte della stagione 2002 così nel 2003 partì come riserva di Amos Zereoue. Malgrado fosse tornato titolare a metà della stagione, Bettis si ritrovò di nuovo come riserva nel 2004, questa volta dietro Duce Staley. Quando un infortunio bloccò quest'ultimo a metà stagione però, Bettis entrò al suo posto e superò le 100 yard corse in sei delle successive otto partite, non raggiungendo le mille yard solo perché non disputò l'ultima inutile gara della stagione. Grazie a queste prestazioni fu convocato per il sesto Pro Bowl della carriera a fine anno.
Bettis trascorse la stagione 2005 come running back nelle giocate a corto raggio, ma disputò comunque due prestazioni notevoli: nella prima corse 101 yard e segnò due touchdown in un'importante gara contro i Chicago Bears nella settimana 14. Nella seconda invece segnò tre touchdown nella vittoria sui Detroit Lions, nell'ultima gara di stagione regolare in quella che fu la sua ultima gara disputata nello stadio casalingo di Pittsburgh. Gli Steelers nei playoff giunsero fino al Super Bowl XL, disputato nella sua natia Detroit, in cui si laureò campione NFL battendo i Seattle Seahawks. Dopo quella partita Bettis si ritirò al quinto posto nella classifica di tutti i tempi per yard corse in carriera e al secondo nella classifica degli Steelers dietro Franco Harris.

## Palmarès

### Franchigia
- Super Bowl : 1

Pittsburgh Steelers: XL
- American Football Conference Championship: 1

Pittsburgh Steelers: 2005

### Individuale
- Convocazioni al Pro Bowl: 6

1993, 1994, 1996, 1997, 2001, 2004
- All-Pro: 3

1993, 1996, 1997
- Rookie offensivo dell'anno - 1993
- PFWA All-Rookie Team - 1993
- Comeback Player of the Year - 1996
- Sesto posto di tutti i tempi per yard corse in carriera
- Pro Football Hall of Fame (classe del 2015)

## Statistiche
| Yard corse | 13.662 |
| Media      | 3,9    |
| Touchdown  | 94     |